# Samos
Samos (gr. Σάμος) – grecka wyspa na Morzu Egejskim, u wybrzeży Azji Mniejszej, w administracji zdecentralizowanej Wyspy Egejskie, w regionie Wyspy Egejskie Północne, w jednostce regionalnej Samos, w gminie Samos. Główną miejscowością wyspy jest Samos.
Wyspa Samos to jeden z ważniejszych ośrodków klasycznej sztuki greckiej. Według mitów była miejscem narodzin Hery, którą czczono tu pod imieniem Heraja i Tonea. Jest miejscem urodzenia greckiego filozofa i matematyka Pitagorasa, filozofa Epikura i astronoma Arystarcha z Samos.

## Charakterystyka wyspy
Samos leży blisko zachodniego wybrzeża Turcji, oddzielona od niego wąską cieśniną, ok. 70 km na południowy zachód od Izmiru. Ma kształt nieregularny, rozciągnięty w kierunku wschód-zachód. „Kręgosłup” wyspy tworzy łańcuch górski Ambelos. Najwyższy szczyt wyspy, Kerketeus (1436 m n.p.m.), leży w jego zachodniej części. Boczne grzbiety tego łańcucha, biegnące ku morzu, rozdzielają szereg niewielkich, dość głębokich dolin. Stolica wyspy, Vathy, leży w jej wschodniej części, w głębi długiej, wąskiej zatoki. Cała prawie wyspa jest zadrzewiona, ponad zieleń lasów wznosi się jedynie nagi, kopulasty szczyt Kerketus.
Gleby wyspy są urodzajne. Uprawia się tu owoce cytrusowe, winorośl (odmiany malvasia, z której wytwarzano słynną małmazję), oliwki, tytoń oraz hoduje róże. Od starożytności Samos słynęła z doskonałego drewna konstrukcyjnego oraz obfitości gliny, z której wytwarzano znaną czerwoną ceramikę. Obfitość lasów sprawiła, że domy na Samos budowano dawniej z drewna, a kryto je czerwoną dachówką.

## Historia
Wyspa była zamieszkała już w okresie neolitu. Później osiedlili się tu Karowie i Lelegowie z kontynentu. Pierwsza grecka kolonizacja wyspy miała miejsce w okresie mykeńskim ok. 2500 p.n.e. W XI-IX w. p.n.e. na Samos przybyli Jonowie, jak mówi tradycja, pod wodzą Proklesa z Epidauros. Około 700 p.n.e. na Samos zakończyła się epoka królewska i do władzy doszła miejscowa arystokracja. Siódmy wiek przed nasza erą to okres rozkwitu Samos jako jednego z jońskich miast-republik.
W drugiej połowie VI wieku p.n.e. Samos była rządzona przez tyrana Polikratesa, który zdobył władzę przy pomocy piętnastu hoplitów. Polikrates, dzięki dużej flocie korsarskiej, uzależnił od siebie wiele wysp, a Samos stało się hegemonem na Morzu Egejskim. Był też słynnym budowniczym. Za jego panowania powstał marmurowy falochron portu miasta Samos, kilometrowej długości tunel pod górą, wznoszącą się opodal miasta, którym dostarczano wodę (tzw. tunel Eupalinosa, prace trwały 15 lat) oraz zespół świątyń Hery – Herajon i Hekatombeon. 
Po wojnach perskich wyspa stała się członkiem Związku Morskiego Aten. W latach 440–439 p.n.e. toczyła wojnę z Atenami, w której poniosła porażkę. W 84 p.n.e. wyspa została przez Rzymian włączona do rzymskiej prowincji Azja.
W 1821 Samos przyłączyła się do greckiego powstania narodowego. W 1833 Grecja i Imperium Osmańskie zawarły porozumienie, zgodnie z którym Samos stała się autonomiczną republiką pod protektoratem Imperium Osmańskiego. 
W 1912 wyspę włączono do Grecji.

## Prezydenci Samos w latach 1821-1912
- 1821 Konstantin Lahanas
- 1821-1828 Lykourgos Logothetis
- 1828-1829 Ioannis Kolettis
- 1829 Dimitrios Christides
- 1829-1830 Ioannis Kolettis
- 1830-1833 Lykourgos Logothetis

- 1833-1850 Stephanos Vogoridis
- 1850-1854 Alexandros Kallimachis
- 1854-1859 Ioannis Dimitrou Ghikas

Flaga pierwszej greckiej administracji na Samos, 1821. Monogram: Albo Wolność Albo Śmierć

Flaga autonomicznej Samos 1833-1912

- 1859-1866 Miltiadis Stavraki Aristarchis
- 1866-1873 Pavlos Mousouros
- 1873 Georgios Georgiadis
- 1873-1874 Konstantinos Adosidis
- 1874-1879 Konstantinos Photiadis
- 1879-1885 Konstantinos Adosidis
- 1885-1895 Alexandros Stephanou Karatheodoris
- 1895-1896 Georgios Verovits
- 1896-1899 Stephanos Konstantinou Mousouros
- 1899-1900 Konstantinos Vagianis
- 1900-1902 Michail Georgiadis
- 1902-1904 Alexandros Spiridonou Mavrogenis
- 1904-1906 Ioannis Vithynos
- 1906 Konstantinos Stephanou Karatheodoris
- 1907-1908 Georgios Georgiadis
- 1908-1912 Andreas Kopasis Omoudopoulos
- 1912 Grigorios Vegleris
- 1912 Themistoklis Panagiotou Sophoulisos